# Северный человек (организация)
«Северный человек» — русская ультраправая, националистическая, исламофобская и антимигрантская организация. Была основана в 2022 году русским рэпером и националистом Мишей Маваши.

## История
Идею о создании организации Михаил Маваши высказывал ещё в 2021 году на фоне подъёма антимигрантских настроений в России. Заявленное начало деятельности — 25 ноября 2022 года, хотя уже с 18 мая она была зарегистрирована как автономная некоммерческая организация. Название организации совпадает с песней Михаила Маваши «Северный человек», выложенной в марте 2021 года.
За первый год отделения организации появились в Перми, Липецке, Хабаровске, Муроме, Астрахани и других городах России. В начале 2024 появилось отделение в Тюмени, которое в сентябре провело несанкционированное шествие в центре города, однако движению участников власти не препятствовали. В феврале 2025 года отделение организации появилось в Братске.
В апреле 2024 года организация вошла в этноконфессиональный Совет при губернаторе Астраханской области как представитель русского народа. В том же месяце мэр Владивостока Константин Шестаков в пре-кампании запуска городского отделения организации выразил солидарность членам «Северного человека». Также замечено сотрудничество с губернатором Вологодской области Георгием Филимоновым, известного своими ультраконсервативными взглядами.
Организация также имела связь через общего директора с благотворительным «Центром социальных проектов» Евгения Хамина, бизнесмена и депутата Воронежской областной думы от «Единой России».
Всего заявлено 45 отделений организации в разных городах России. Численность организации по состоянию на май 2024 составляет около 185 тысяч человек.

## Идеология
Заявленные цели организации — «консолидация граждан на основе славянского этноса», «популяризация и сохранение традиционных ценностей», «патриотическое воспитание молодёжи», «поддержка физического и духовного развития», а также помощь участникам вторжения России на Украину.
Организация придерживается ультраправых, национал-консервативных, исламофобских, антимигрантских взглядов, русского национализма. Идеологически близка к союзной организации «Русская община».

## Деятельность
В марте 2023 года активисты организации опубликовали видео, на котором подросток из Перми извинялся перед «русскими православными людьми» за сожжение иконы. Перед этим подростка выпороли.
В августе 2023 года Миша Маваши привлёк внимание к подростку армянского происхождения 13-летнего возраста из Белгородской области, который снял штаны перед другим подростком, вследствие первому поступали угрозы.
Весной 2024 года активисты движения поддержали протест против строительства мечети в московском районе Косино-Ухтомский.
В сентябре 2024 года участвовала в Крестном ходе по Невскому проспекту вместе с «Русской общиной» и «Движением Академистов».
В ноябре 2024 года организация отправила жалобу в правоохранительные органы на концерт рэп-исполнителя во Владивостоке, назвав его творчество «антиобщественным», и успешно добилась отмены концерта.
Члены организации нередко выступают в качестве народных дружин. Так, в марте 2025 года организация совместно с «Русской общиной» взяла под защиту жителей окрестностей Зеленограда, страдающих от угроз со стороны сети наркопритонов.
В июне 2025 года в социальных сетях стали появляться фотографии листовок с информацией о «курсах по многожёнству», якобы распространяемые в Москве Духовным управлением мусульман РФ. Член Совета по правам человека Кирилл Кабанов выдвинул предположение, что за этой исламофобской провокацией могут стоять националисты из «Русской общины» и «Северного человека». Тем не менее, он счёл эту догадку маловероятной, поскольку эти организации «чтут уголовный кодекс».
«Северный человек» проводит спортивные тренировки в разных городах России. Также организация заявляет, что оказывает нуждающимся гражданам юридическую помощь, поддерживает детские дома, отправляет помощь солдатам на фронт, проводит курсы по тактической военно-медицинской подготовке и мастер-классы в школах.

## Критика
В апреле 2024 года организация была раскритикована бойцом ММА Магомедом Исмаиловым за то, что членом «Северного человека» не может стать лицо неславянской национальности.
В том же месяце «Северный человек» был раскритикован левым общественным деятелем Николаем Бондаренко, который охарактеризовал его участников как «бедных людей, одураченных порочными идеями национализма».
В мае 2024 года организация подверглась критике со стороны левой молодёжной организации РКСМ(б). «Северный человек» обвиняется в финансировании со стороны Евгения Хамина, бизнесмена и депутата Воронежской областной думы от «Единой России». Связь проследили через общего директора его «Центра социальных проектов» и «Северного человека». Примечательно, что цели «Центра социальных проектов» во многом совпадают с таковыми у «Северного человека». В июне 2025 года в бизнес-издании «Абирег» вышла статья с идентичной критикой в адрес организации и Хамина, на которую сам Хамин вскоре ответил, назвав обвинения в его адрес вымыслом.